# Brasero
Pour les articles homonymes, voir Brasero (homonymie).

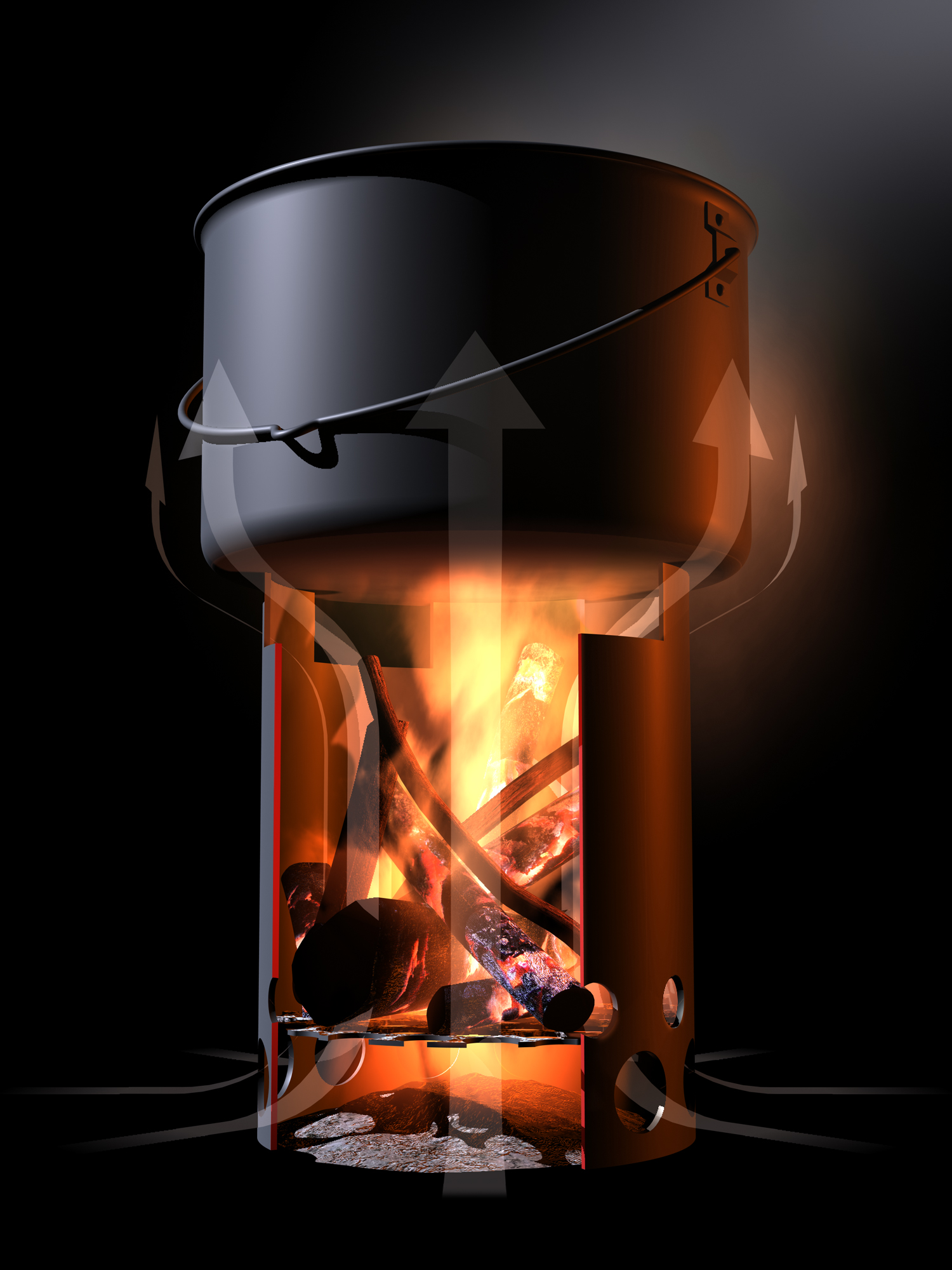
Vue en écorché d'un braséro montrant la convection de l'air.

Un brasero (mot emprunté à l'espagnol désignant un réchaud en cuivre, monté sur pieds, rempli de braises) ou braséro, ou parfois brasier, est un appareil de chauffage généralement utilisé à l'extérieur.
On appelle également « brasero » un système de chauffage jadis en usage dans les appartements en Espagne.

## Histoire

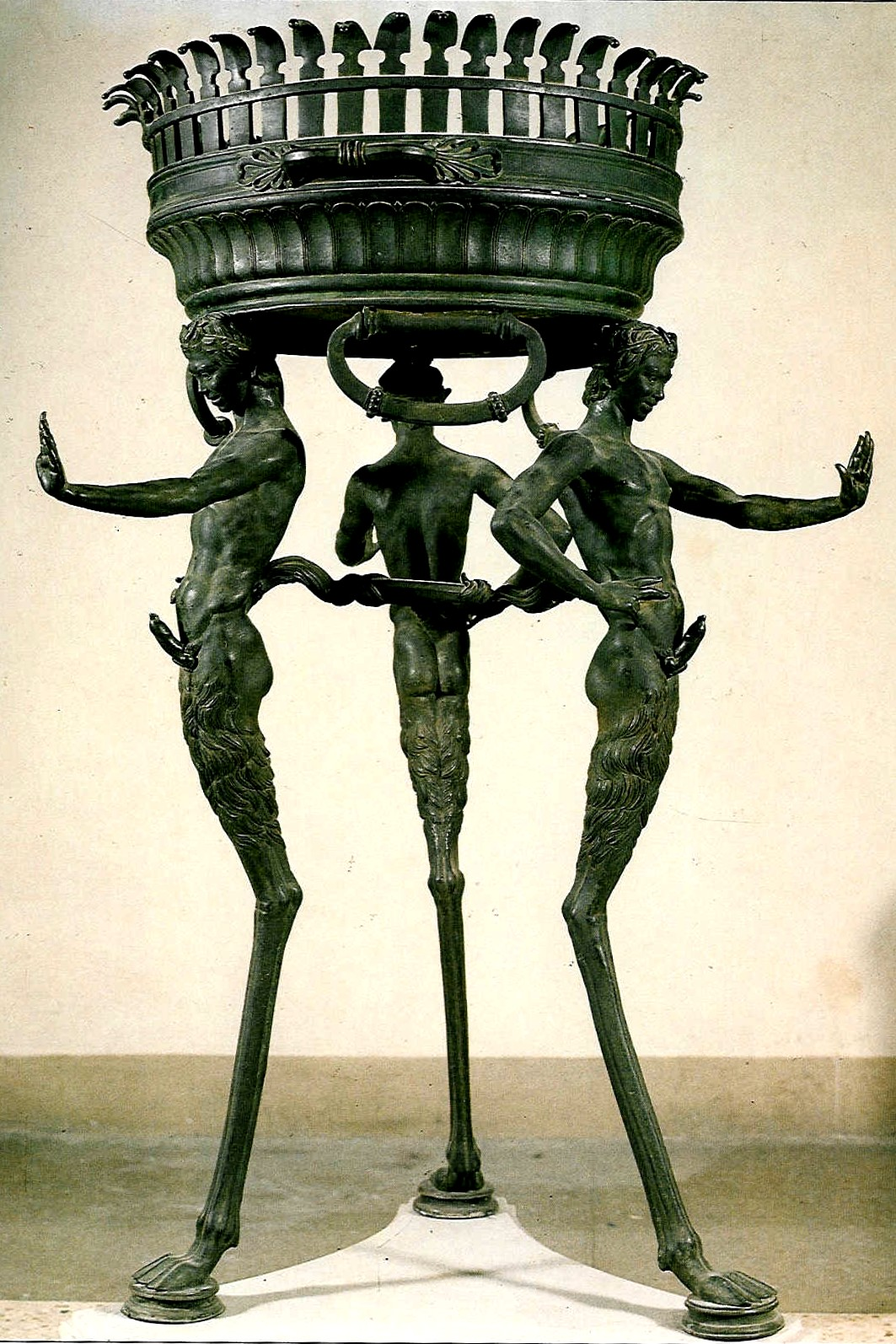
Brasero romain, tripode de bronze aux satyres ithyphalliques.

Dans l'Antiquité grecque et romaine, le brasero (nommé ἐσχάριον / eskhárion) était un récipient métallique sur trépied, rempli de braises ardentes. Tandis que les plus riches profitaient d'un chauffage central (hypocauste) composé d'un vide en sous-sol, alimenté en bois de chauffage par un esclave, la majeure partie de la population se chauffait à l'aide de braseros disposés dans les pièces à vivre : dans les insulae romaines, on trouvait des braseros à chaque étage, causes de nombreux incendies.
Une référence biblique existe (Jr 36, 22), témoignant, ainsi, de l'utilisation de ce type de chauffage par les habitants de Jérusalem, vers l'an  -600 (siège de la ville par les babyloniens).

## Cuisine

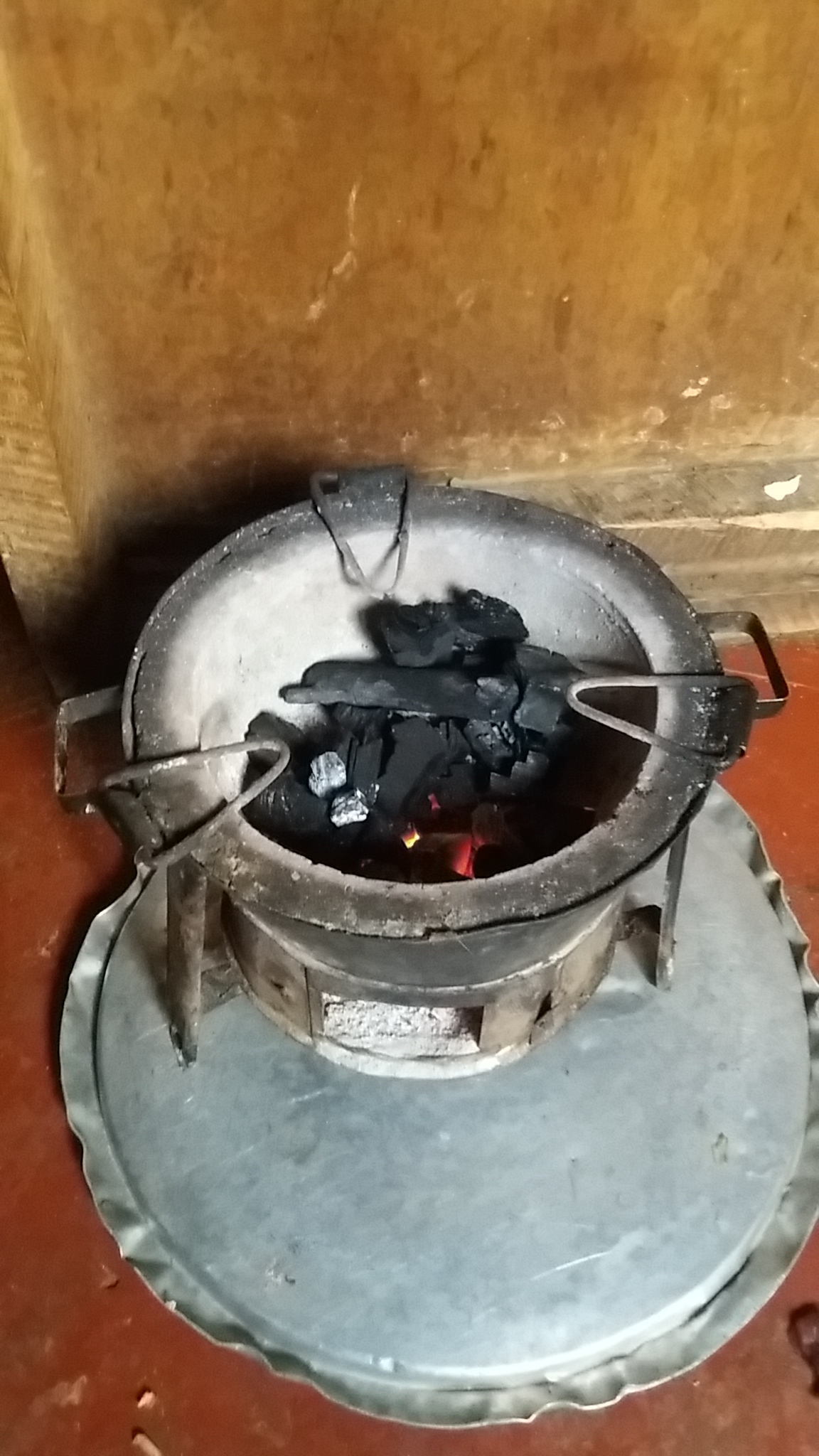
Brasero utilisé pour la cuisine dans les zones rurales au Kenya.

En français d'Afrique, le brasero désigne un appareil de cuisine semblable au réchaud. Il est parfois assisté d'un ventilateur pour améliorer la combustion.
En hiver il est assez commun de rencontrer des braseros destinés à faire sauter les marrons (que ce soit dans la rue ou lors de fêtes telles que la fête de la châtaigne en Espagne).

## Danger
Un braséro utilisé dans une pièce mal ventilée peut entraîner une intoxication au monoxyde de carbone et la mort.
L'empereur romain Julien l'Apostat, lors d'un séjour à Lutèce, faillit mourir asphyxié à cause d'un brasero qu'il utilisait  dans sa chambre.